# Lepanthes whittenii
Lepanthes whittenii là một loài thực vật có hoa trong họ Lan. Loài này được Pupulin & Bogarín mô tả khoa học đầu tiên năm 2004.